# Sofia Antonieta de Brunsvique-Volfembutel
Sofia Antonieta de Brunsvique-Volfembutel (em alemão:  Sofie Antonie von Brunswick-Wolfenbüttel (ou simplesmente Sofia Antónia); Volfembutel, 13 de janeiro de 1724 - Coburgo, 17 de maio de 1802, foi duquesa de Brunsvique-Volfembutel e duquesa de Saxe-Coburgo-Saalfeld pelo casamento.

## Biografia
Sofia era filha de Fernando Alberto II, Duque de Brunsvique-Volfembutel e de Antónia Amália de Brunsvique-Volfembutel. Casou-se em 23 de abril de 1749, em  Volfembutel, com o duque Ernesto Frederico de Saxe-Coburgo-Saalfeld, herdeiro do Ducado de Saxe-Coburgo-Saalfeld. O casal teve sete filhos:
1. Francisco (5 de julho de 1750 – 9 de dezembro de 1806), Duque de Saxe-Coburgo-Saalfeld. Casado em primeiras núpcias com a princesa Sofia de Saxe-Hildburghausen e, em segundas núpcias, com a condessa Augusta Reuss de Ebersdorf.
2. Carlos de Saxe-Coburgo-Saalfeld (21 de novembro]] de 1751 – 16 de fevereiro de 1757), morreu aos cinco anos de idade.
3. Frederica Juliana de Saxe-Coburgo-Saalfeld (14 de setembro de 1752 - 24 de setembro de 1752), morreu aos dez dias de idade.
4. Carolina Úlrica de Saxe-Coburgo-Saalfeld (19 de outubro de 1753 – 1 de outubro de 1829), freira na Abadia de Gandersheim.
5. Luís Carlos de Saxe-Coburgo-Saalfled (2 de janeiro de 1755 – 4 de maio de 1806) teve um filho ilegítimo, fruto de uma relação com Mademoiselle Brutel de la Riviére: Luís Frederico de Coburgo (1779-1827). Os cinco filhos de Luís Frederico receberam o tratamento de Freiherren von Coburg. Os seus descendentes ainda vivem.
6. Fernando Augusto de Saxe-Coburgo-Saalfeld (12 de abril de 1756 – 8 de julho de 1758), morreu aos dois anos de idade.
7. Frederico de Saxe-Coburgo-Saalfeld (4 de março de 1758) - 26 de junho de 1758), morreu aos quatro meses de idade.

## Morte
Sofia morreu em 17 de maio de 1802, aos 78 anos de idade, em Coburgo. Seu corpo foi sepultado na cripta da igreja de St. Morizkirche, em Coburgo.

## Genealogia
| Sofia Antónia de Brunswick-Wolfenbüttel | Pai: Fernando Alberto II de Brunswick-Wolfenbüttel | Avô paterno: Fernando Alberto I de Brunswick-Wolfenbüttel | Bisavô paterno: Augusto, o Jovem, duque de Brunsvique-Luneburgo          |
| Sofia Antónia de Brunswick-Wolfenbüttel | Pai: Fernando Alberto II de Brunswick-Wolfenbüttel | Avô paterno: Fernando Alberto I de Brunswick-Wolfenbüttel | Bisavó paterna: Sofia Isabel de Mecklemburgo-Güstrow                     |
| Sofia Antónia de Brunswick-Wolfenbüttel | Pai: Fernando Alberto II de Brunswick-Wolfenbüttel | Avó paterna: Cristina de Hesse-Eschwege                   | Bisavô paterno: Frederico de Hesse-Eschwege                              |
| Sofia Antónia de Brunswick-Wolfenbüttel | Pai: Fernando Alberto II de Brunswick-Wolfenbüttel | Avó paterna: Cristina de Hesse-Eschwege                   | Bisavó paterna: Leonor Catarina de Zweibrücken-Kleeburg                  |
| Sofia Antónia de Brunswick-Wolfenbüttel | Mãe: Antónia Amália de Brunswick-Wolfenbüttel      | Avô materno: Luís Rudolfo de Brunswick-Wolfenbüttel       | Bisavô materno: António Ulrich de Brunsvique-Luneburgo                   |
| Sofia Antónia de Brunswick-Wolfenbüttel | Mãe: Antónia Amália de Brunswick-Wolfenbüttel      | Avô materno: Luís Rudolfo de Brunswick-Wolfenbüttel       | Bisavó materna: Isabel Juliana de Schleswig-Holstein-Sønderburg-Nordborg |
| Sofia Antónia de Brunswick-Wolfenbüttel | Mãe: Antónia Amália de Brunswick-Wolfenbüttel      | Avó materna: Cristina Luísa de Oettingen-Oettingen        | Bisavô materno: Alberto Ernesto I de Oettingen-Oettingen                 |
| Sofia Antónia de Brunswick-Wolfenbüttel | Mãe: Antónia Amália de Brunswick-Wolfenbüttel      | Avó materna: Cristina Luísa de Oettingen-Oettingen        | Bisavó materna: Cristina Frederica de Württemberg                        |